# Matthew Stevens (snookerspeler)
Matthew Stevens (Carmarthen, 11 september 1977) is een professioneel snookerspeler uit Wales.

## Carrière
Stevens is professional sinds 1994.
Zijn carrière begon veelbelovend en hij wordt in toernooien met langere partijen altijd als gevaarlijk tegenstander gezien.
Echter, zijn enige overwinning in een classificatietoernooi tot dusver is het UK Championship in 2003 waar hij in de finale Stephen Hendry met 10-8 versloeg. In het seizoen 1999/2000 won hij wel twee grote kampioenschappen: de Scottish Masters en de Benson and Hedges Masters.
Stevens bereikte twee maal de finale van het World Snooker Championship. Op het WK 2000 verloor hij de finale van Mark Williams na diverse keren voor te hebben gestaan. Op het WK 2005 gebeurde hetzelfde tegen Shaun Murphy. Stevens, die bekendstaat als The Welsh Dragon stond ook geregeld in de kwart- en halvefinale van het WK.

## Belangrijkste resultaten

### Rankingtitels
| #  | Seizoen     | Toernooi        | Verliezend finalist | Verliezend finalist | Score |
| -- | ----------- | --------------- | ------------------- | ------------------- | ----- |
| 1. | 2003 / 2004 | UK Championship | Stephen Hendry      | SCO                 | 10-8  |

### Niet-rankingtitels
| #  | Seizoen     | Toernooi                | Verliezend finalist | Verliezend finalist | Score |
| -- | ----------- | ----------------------- | ------------------- | ------------------- | ----- |
| 1. | 1999 / 2000 | Scottish Masters        | John Higgins        | SCO                 | 9-7   |
| 2. | 1999 / 2000 | Masters                 | Ken Doherty         | IRL                 | 10-8  |
| 3. | 2005 / 2006 | Northern Ireland Trophy | Stephen Hendry      | SCO                 | 9-7   |
| 4. | 2005 / 2006 | Pot Black               | Shaun Murphy        | ENG                 | 1-0   |
| 5. | 2010 / 2011 | Championship League     | Shaun Murphy        | ENG                 | 3-1   |

### Wereldkampioenschap
Hoofdtoernooi (laatste 32 of beter):
| #   | Seizoen     | Editie  | Prestatie    | Extra                                   |
| --- | ----------- | ------- | ------------ | --------------------------------------- |
| 1.  | 1997 / 1998 | WK 1998 | Kwartfinale  | Verloor met 13-10 van Ken Doherty       |
| 2.  | 1998 / 1999 | WK 1999 | Kwartfinale  | Verloor met 13-5 van Stephen Hendry     |
| 3.  | 1999 / 2000 | WK 2000 | Finale       | Verloor met 18-16 van Mark Williams     |
| 4.  | 2000 / 2001 | WK 2001 | Halve finale | Verloor met 17-15 van John Higgins      |
| 5.  | 2001 / 2002 | WK 2002 | Halve finale | Verloor met 17-16 van Peter Ebdon       |
| 6.  | 2002 / 2003 | WK 2003 | Laatste 16   | Verloor met 13-6 van Paul Hunter        |
| 7.  | 2003 / 2004 | WK 2004 | Halve finale | Verloor met 17-15 van Graeme Dott       |
| 8.  | 2004 / 2005 | WK 2005 | Finale       | Verloor met 18-16 van Shaun Murphy      |
| 9.  | 2005 / 2006 | WK 2006 | Laatste 16   | Verloor met 13-8 van Ken Doherty        |
| 10. | 2006 / 2007 | WK 2007 | Kwartfinale  | Verloor met 13-12 van Shaun Murphy      |
| 11. | 2007 / 2008 | WK 2008 | Laatste 16   | Verloor met 10-5 van John Higgins       |
| 12. | 2010 / 2011 | WK 2011 | Laatste 32   | Verloor met 10-9 van Mark Allen         |
| 13. | 2011 / 2012 | WK 2012 | Halve finale | Verloor met 17-10 van Ronnie O'Sullivan |
| 14. | 2012 / 2013 | WK 2013 | Laatste 32   | Verloor met 10-7 van Marco Fu           |
| 15. | 2014 / 2015 | WK 2015 | Laatste 16   | Verloor met 13-5 van Ronnie O'Sullivan  |
| 16. | 2017 / 2018 | WK 2018 | Laatste 32   | Verloor met 10-5 van Kyren Wilson       |
| 17. | 2019 / 2020 | WK 2020 | Laatste 32   | Verloor met 10-5 van John Higgins       |

## Trivia
- De bijnaam van Stevens is The Welsh Dragon.
- Hij is getrouwd met Claire en heeft een zoon Freddie Morell.
- Net als Ronnie O'Sullivan kan Stevens zowel rechts- als linkshandig spelen. Hij voorkomt daarmee in bepaalde situaties het gebruik van hulpstukken.
- Hoogste plaats op de wereldranglijst is 4e in het seizoen 2005/06.
- De hoogste break van Stevens is 147 (op 15 december 2011 bij een PTC-toernooi tegen Michael Wasley).